# Mycoplasma verecundum
Mycoplasma verecundum è una specie di batterio appartenente alla famiglia delle Mycoplasmataceae.